# NeXT
NeXT, Inc. (mai tîrziu NeXT Computer, Inc. și NeXT Software, Inc.) a fost o companie americană care a activat în domeniul calculatoarelor, cu sediul în Redwood City, California și care a dezvoltat și fabricat o serie de stații de lucru având ca țintă domeniile educației superioare și afacerilor. Compania NeXT a fost fondată în 1985 de către co-fondatorul  Apple, Steve Jobs, după ce a fost forțat să-și dea demisia. NeXT a scos pe piață NeXTcomputer, primul său produs, în 1988, iar în anul 1990 au lansat o stație de lucru cu dimensiuni mai mici sub numele de NeXTstation. Vânzările calculatoarelor NeXT au fost destul de mici, aproximativ 50 000 de bucăți au fost vândute. Totuși, sistemul de operare produs de companie (NeXTSTEP) și mediul de dezvoltare orientat pe obiecte au fost foarte influente.
NeXT a lansat o mare parte a sistemului NeXTSTEP sub forma unei specificații pentru un mediu de programare numite OpenStep. Compania s-a retras din industria hardware în anul 1993 pentru a se concentra pe comercializarea sistemului OPENSTEP, propria implementare a specificației OpenStep. NeXT a mai dezvlotat și WebObjects, unul dintre primele cadre de dezvoltare pentru aplicații web avînd ca țintă întreprinderile. WebObjects nu a devenit foarte popular din cauza prețului său inițial de 50 000 de dolari, dar rămîne un exemplu timpuriu al unui server de internet bazat pe generarea dinamică a paginilor. NeXT a fost cumpărată de către Apple pe 20 decembrie 1996 pentru 429 milioane de dolari, iar o parte importantă din sistemul Mac OS X are ca fundație OPENSTEP. WebObjects este încorporat acum în Mac OS X Server și Xcode.

## Istorie

### 1985-1986: Fondarea NeXT
În 1984, Steve Jobs era șeful diviziei SuperMicro a companiei Apple, care este responsabilă pentru concepția calculatoarelor personale Macintosh și Lisa. Macintosh a avut un mare succes în mediul educațional datorită reducerilor oferite Apple pentru studenți și instituții de învățămînt. Apple a vîndut calculatoare în valoare de 50 de milioane de dolari pînă la data de Februarie 1984.
Ca președinte al companiei Apple, Jobs a vizitat departamente universitare și facultăți pentru a vinde calculatoare Macintosh. Jobs l-a întalnit pe Paul Berg, un laureat al premiului Nobel în domeniul chimei, la o întalnire ținută în Silicon Valley pentru a-l onora pe François Mitterrand, președintele Franța din acea perioadă. Berg era frustrat de dificultatea învățarii studenților despre ADN-ul recombinant din manuale, așa că i-a sugerat lui Jobs să-și folosească influența la Apple pentru a crea o stație de lucru "3M" pentru domeniul învățămîntului superior. Pentru a fi încadrat în categoria "3M" un calculator trebuia să aibă mai mult de un megaoctet de memorie RAM, un monitor cu o rezoluție de un megapixel și un megaflop de performanță.
Jobs a fost fascinat de conceptul lui Berg pentru o stație de lucru și s-a gîndit să fondeze o companie care să creeze un calculator pentru învățămîntul superior în toamna anului 1985, astfel mărind tumultul de la Apple. Divizia lui Jobs nu a lansat versiuni îmbunătățite ale Macintosh-ului și Macintosh Office, avînd ca rezultat scăderea dramatică a vînzărilor, iar compania Apple a fost forțată să arunce produse nevîndute în valoare de milioane de dolari. Jobs a fost înlocuit de către directorul executiv al companiei, John Sculley, cu Jean-Louis Gassée în anul 1985. Mai tîrziu în același an Jobs a încercat să reia controlul companiei, dar a eșuat.
După cîteva luni de marginalizare la Apple, Jobs și-a dat demisia Vineri, 13 septembrie 1985. A spus consiliului de directori că pleacă pentru fonda o nouă companie și că va lua cu el cîțiva angajați ai diviziei SuperMicro. Le-a mai spus că noua sa companie nu va concura cu Apple și chiar va lua în considerare licențierea produselor sale pentru a fi vîndute sub marca Macintosh.
Jobs a fost însoțit de foștii angajați de la Apple Bud Tribble, George Crow, Rich Page, Susan Barnes, Susan Kare și Dan'l Lewin. După consultarea cu marii cumpărătorii din mediul educațional, o primă specificație pentru o stație de lcuru au fost concepute. Stația a fost concepută să fie destul de puternică pentru a putea rula simulații de laborator și destul de ieftină pentru a fi folosită de studenți în cămine. Înainte ca specificațiile să fie terminate, Apple inițiat un proces în instanță împotriva NeXT. Jobs a comentat pe tema incidentului: "Este greu de gîndit că o companie care valorează 2 milioane de dolari și mai mult 4 300 de angajați nu poate să concureze cu șase oameni în blugi".
În 1986 Jobs a l-a recrutat pe faimosul dizainer grafic Paul Rand pentru a crea o identitate de marcă în valoare de 100 000 de dolari. Rand a creat o broșură de 100 de pagini detaliind marcă, inclusiv unghiul precis al siglei (28°) și un nou nume pentru companie, NeXT. Prima investiție majoră a fost din partea lui Ross Perot, un afacerist American din Texas. Perot i-a văzut angajații NeXT și pe Steve Jobs la emisiunea publică de televiziune The Entrepreneurs. În 1987 a investit 20 de milioane de dolari în companie în schimbul a 16% din acțiunile NeXT, estimînd valoare companiei la 125 de milioane de dolari. Mai tîrziu a intrat în consiliul de directori al companiei în 1988.

### 1987-1993: NeXT Computer

#### Prima generație
NeXT și-a schimbat planul de afaceri la mijlocul anului 1986. Compania a decis să dezvolte și hardware și software pentru calculatoare, în locul unei stații de lucru low-end. O echipă condusă de Avie Tevanian, care s-a alăturat companiei după ce a lucrat ca inginer pentru nucleul Mach la universitatea Carnegie Mellon, a fost desemnată să dezvolte sistemul de operare NeXTSTEP. Divizia hardware, în fruntea căruia era Rich Page unul din cofondatori care a fost șeful echipei Apple Lisa, a proiectat și dezvoltat hardware-ul. Prima fabrică NeXT a fost construită în Fremont, California în 1987. Era capabilă să producă 150 000 de unități pe an. Prima stație de lucru a fost numită oficial NeXT Computer, deși era poreclit de utilizatori "cubul", datorită formei distinctive a carcasei (30 cm x 30 cm x 30 cm) din magneziu.
Prototipuri ale stației de lucru au fost arătate pe 12 octombrie 1988. Primele calculatoare au fost testate în 1989, după ce NeXT a început vînzarea unui număr limitat de calculatoare universităților, avînd instalate o versiune beta a sistemului de operare NeXTSTEP. Inițial NeXT Computer avea ca țintă doar învățămîntul superior, cu un preț inițial de 6 500 de dolari. În presa de specialitate au apărut multe articole despre calculator. Cînd Jobs a fost întrebat dacă era deranjat datorită întîrzierii datei de lansare cu cîteva luni a răspuns "Tîrziu? Calculatorul acesta este cu 5 ani înaintea competiției".
NeXT Computer era bazat pe noul procesor Motorola 68030 cu o frecvență de 25 de MHz. Inițial a fost considerată posibilitatea folosirii procesorului RISC Motorola 88000, dar s-a renunțat la idee pentru că nu era disponibil în cantități suficiente. Principalele caracteristici ale calculatorului erau 8 pînă la 64 de Mega Octeți de RAM, un drive mangeto-optic de 256 Mega Octeți, un disc dur de 40 MO, 330 MO sau 660 MO, Ethernet 10Base-2, NuBus și un monitor de 17-inch MegaPixel alb-negru cu o rezoluție de 1120 pe 832 pixeli. În 1989, un calculator tipic avea 640 KO pînă la 4 MO de RAM, un procesor Intel 8086, 8088, 286, 386, un monitor cu o rezoluție de 640x350 pixeli și 16 culori sau 720x348 pixeli alb-engru, un disc dur cu o capacitate de 10 pînă la 20 MO și puține capabilități de lucru în rețea.
Drive-ul magneto-optic fabricat de Canon era folosit ca dispozitivul principal de stocare în masă. Aceste drive-uri erau destul de noi pe piață și NeXT a fost primul calculator care le-a folosit. Erau mai ieftine decît discurile dure(în special unitățile goale, deși fiecare costa 150 de dolari bucata, Jobs a negociat prețul pînă la 50 de dolari bucata), dar mai încete(cu un timp mediu de derulare de 96 ms). Dizainul a făcut imposibilă mutarea fișierelor între calculatoare fără o rețea, deoarece calculatorul avea un singur drive magneto-optic și discul nu putea să fie scos fără oprirea calculatorului. Operațiunile de memorare erau o provocare pentru primele calculatoare NeXT. Discurile magneto-optice erau relativ scumpe și aveau probleme de performanță și fiabilitate deși erau mai rapide decît dischetele. Drive-ul nu era suficient pentru a rulla sistemul de operare NeXTSTEP din punct de vedere a vitezei și capacității.
În 1989, NeXT a bătut palma cu un fost distribuitor de produse Compaq, BusinessLand, pentru a vinde calculatoare NeXT în magazine pe tot teriotriul american. Vînzarea printr-un distribuitor a fost o abatere majoră de la modelul de afaceri original al companiei. Fondatorul BusinessLand, David Norman, a prezis că vînzările de calculatoare NeXT le vor depășii pe cele ale produselor Compaq în următoarele 12 luni.
în 1989, Canon a investit 100 de milioane de dolari în NeXT, primind 16,67% din acțiunile companiei, astfel mărind valoarea companiei la aproape 600 de milioane de dolari. Canon a investit în NeXT cu condiția de a vinde sistemul de operare NeXTSTEP împreună cu propriile stații de lucru, ceea ce ar fi însemnat mărirea pieței pentru software-ul NeXT. În cele din urmă Canon a lansat o variantă de NeXTstation care folosea procesorul Intel GX pentru piața japoneză. Canon a servit ca și distribuitor în Japonia.
Primele calculatoare NeXT au fost lansate pe piața retail în 1990 pentru 9 999 dolari. Ross Perot, primul investitor al companiei NeXT, s-a retras din consiluil directorilor în iunie 1991 pentru a-și dedica timpul companiei sale, Perot Systems.

#### A doua generație

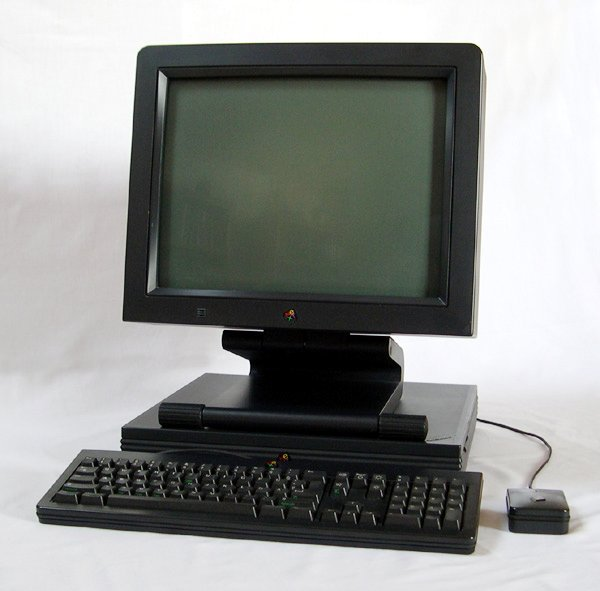
Un NeXTstation cu tastatura, mausul și monitorul NeXT MegaPixel.

NeXT al ansat o a doua generație de stații de lucru în 1990. Noua gamă conținea o versiune revizuită a produsului NeXT Computer, numită NeXTcube și o versiune într-o carcasă "pizza box" numită NeXTstation, poreclita "dala". Jobs s-a asigurat că angajații NeXT nu foloseau porecla pentru ca produsele NeXT să nu fie comparate cu stațiile de lucru Sun, cu care concurau. Drive-ul magneto-optic a fost înlocuit cu o unitate de dischete de 2.88 MO pentru a oferi utilizatorilor o metodă de a folosi dischetele. Totuși, dischetele de 2.88 MO erau scumper iar tehnologia nu înlătura compatibilitatea cu dischetele de 1.44 MO. Realizînd acest fapt, NeXT a instalat și o unitate CD-ROM, care a devenit pînă la urmă un standard pentru stocarea datelor. Afișarea culorilor era posibilă pe NeXTstation Color și prin placa video NeXTdimension pentru NeXTcube. Noile calculatoare erau mai ieftine și mai rapide decît predecesorii lor, datorită noilor procesoare Motorola 68040.
În 1992, NeXT a lansat variantele "Turbo" ale calculatoarelor NeXTcube și NeXTstation cu procesoare 68040 de 33 de MHz și capacitatea maximă de RAM mărită la 128 MB. Planurile de termen lung ale companiei erau să migreze către arhitectura RISC, o strategie de dizain creată pentru a mări performanța. Proiectul a fost cunoscut sub numele de NeXT RISC Workstation (NRW). Inițial NRW era bazat pe procesorul Motorola 88110, dar datorită unei lipse de încredere din partea celor de la Motorola arhitectura a fost reproiectată în jurul a două procesoare PowerPC 601. NeXT a produs niște plăci de bază și închideri dar compania a ieșit de pe piața hardware înainte ca producția să înceapă.
Cîțiva programatori au folosit platforma NeXT pentru a scrie programe revoluționare. Tim Berners-Lee a folosit un calculator NeXT în 1991 pentru a crea primul de browser și server de web. La începutul anilor '90 John Carmack a folosit un calculator NeXTcube pentru a programa două jocuri revoluționare, Wolfenstein 3D și Doom. Alte programe comerciale pentru NeXT, demne de menționat, ar fi Lotus Improv, un program de calcul tablear, și Mathematica. Sistemul venea și cu cîteva aplicații integrate cum ar fi dicționarul Merriam-Webster, Oxfor Quotations, operele complete ale lui William Shakespeare și programul de căutat Digital Librarian.
NeXT a vîndut 20 000 de calculatoare în 1992(compania a considerat și plăcile de bază în numărul vînzărilor), un număr destul de mic în comparație cu cel al competitorilor. Compania a raportat vînzări de 140 de milioane de dolari în 1992, încurajîndu-i pe cei de la Canon să mai investească 30 de milioane de dolari pentru a ține compania pe linia de plutire. În total firma a vîndut 50 000 de calculatoare.

### 1993-1996: NeXT Software
NeXT a început portarea sistemului de operare NeXTSTEP în anul 1992 pentru calculatoarele compatibile cu IBM PC ce foloseau procesorul Intel 486. Sistemul de operarea a fost portat pe arhitectura Intel datorită unei schimbări în strategia de afaceri a companiei. Pînă la sfîrșitul anului 1993 această variantă a fost terminată și versiunea 3.1, cunoscută și sub numele de NeXTSTEP 486, a fost lansată. Înainte de lansarea sistemului NeXTSTEP 486, Chrysler plănuia să cumpere 3000 de copii în 1992. NeXTSTEP a fost portat și către arhitectura PA-RISC și SPARC,  în total ajungîndu-se la 4 versiuni: NeXTSTEP/NeXT(pentru calculatoarele NeXT pe arhiectura Motorola 68k), NeXTSTEP/Intel, NeXTSTEP/PA-RISC și NeXTSTEP/SPARC. Deși aceste variante nu au fost foarte folosite, NeXTSTEP a devenit popular la instituțiile bancare mari cum ar fi First Chicago NDB, Swiss Bank Corporation, O'Connor and Company și alte organizații datorită modelului de programare.
NeXT s-a retras din industria hardware în 1993 și compania și-a schimbat numele în NeXT Software Inc, 300 dintre cei 540 de angajați fiind disponibilizați. NeXT a negociat vînzarea fabricii din Fremont companiei Canon, cea din urmă refuzînd. Directorul executiv al companiei Sun, Scott McNealy a anunțat intenția companiei de a investii 10 milioane de dolari în NeXT pentru a folosi software-ul companiei în următoarele versiuni ale sistemului de operare Solaris. NeXT, în parteneriat cu Sun, a creat OpenStep care era practic o versiune de NeXTSTEP fără nucleul Mach. După ce au renunțat la divizia hardware, NeXT a început să comercializeze implementații ale specificației OpenStep pentru alte sisteme de operare. Noi produse bazate pe OpenStep au fost lansate, cum ar fi OpenStep Enterprise, o versiune pentru sistemul de operare Windows NT. Compania a mai lansat șî WebObjects, o platformă pentru construirea site-urilor web într-o manieră dinamică. Multe companii mari cum ar fi Dell, Disney, WorldCom și BBC au folosit acest software. Apple încă îl folosește pentru magazinul iTunes și pentru majoritatea site-ului companiei.

## 1996 - După NeXT
Apple a anunțat intenția sa de a cumpăra compania NeXT pe 20 decembrie 1996. Apple a plătit 429 de milioane de dolari care au ajuns la investitorii inițiali și 1,5 milioane de acțiuni Apple către Steve Jobs. Principalul scop al achiziției era folosirea sistemului NeXTSTEP ca fundația unui nou sistem de operare menit să înlocuiască sistemul învechit Mac OS. Applea avut de ales între continuarea dezvoltării sistemului de operare Copland sau cumpărarea sistemului BeOS. Jobs s-a întors la Apple ca un consultant în 1997 și după 4 iulie în aceleași an a devenit Director Executiv Interimar. În anul 2000 Jobs și-a recăpătat postul de Director Executiv.
Cîțiva directori de la NeXT au înlocuit omologii de la Apple după restructurarea consiliului de directori făcută de Steve Jobs. În următori 5 ani sistemul de operare NeXTSTEP a fost portat către arhitectura PowerPC, iar versiunile pentru Intel și OpenSTEP Enterprise au primit îmbunătățiri. Noul sistem de operare a primit numele de cod Rhapsody, iar mediul de dezvoltare pentru celelalte platforme a fost numit 'Yellow Box'. Pentru a menține compatibilitatea, Apple a introdus 'BlueBox' pentru calculatoarele Macintosh, astfel permițînd aplicațiilor deja existente să ruleze fără modficări pe noul sistem de operare.
O versiune pentru server a noului sistem de operare a fost lansat sub numele Mac OS X Server 1.0 în anul 1999 și prima versiune destinată utilizatorilor de calculatoare personale a fost lansată în 2001 sub numele de Mac OS X 10.0. OpenStep a primit numele Cocoa și BlueBox a fost renumit Classic Envirnoment. Apple a inclus o versiune îmbunătățită a mediului de dezvolatare Macintosh numită Carbon. Unele caracteristici ale interfaței NeXTSTEP au fost folosite în Mac OS X; acestea fiind Dock, meniul Services, interfața 'browser' din Finder, sistemul de text NSText și meniurile de selectare pentru fonturi și culori în tot sistemul.
Capabilitatea lui NeXTSTEP de a fi independent de procesor a fost păstrată în Mac OS X. Fiecare versiune a fost compilată pe PowerPC și x86, deși doar versiunile pentru PowerPC au fost făcute publice pînă în 2005. Apple și-a anunțat pe 6 iunie 2005 planurile de a-și baza sistemele pe procesoare Intel. Tranziția către arhitectura Intel a fost completă în august 2006. În plus, iPhone are instalată o versiune specială de Mac OS X pentru arhitectura ARM.